# بويلا كاتيافالا
بويلا كاتيافالا (بالفرنسية: Buila Katiavala)‏ مواليد 13 مايو 1976 في كانانغا، جمهورية الكونغو الديمقراطية، هو لاعب كرة سلة أنغولي. مثّل منتخب بلاده. شارك في دورة الألعاب الأولمبية الصيفية سنة 2000. حقق المركز الأول في بطولة أمم أفريقيا لكرة السلة 2001.

## الميداليات
| الميدالية | المسابقة                          |
| --------- | --------------------------------- |
| ذهبية     | بطولة أمم أفريقيا لكرة السلة 2001 |

## روابط خارجية
- بويلا كاتيافالا على موقع الاتحاد الدولي لكرة السلة (الإنجليزية)
- بويلا كاتيافالا على موقع كرة السلة الأوروبية.كوم (الإنجليزية)
- بويلا كاتيافالا على موقع ريلجم (الإنجليزية)
- بويلا كاتيافالا على موقع بروبوليرز (الإنجليزية)
- بويلا كاتيافالا على موقع سبورتس رفرنس (الإنجليزية)
- بويلا كاتيافالا على موقع أوليمبيديا (الإنجليزية)